# Hans Jørgensen Urne
Hans Jørgensen Urne, död 1503, var en dansk domprost.
Han var son till riddaren Jørgen Urne (död 1480) och dennes första hustru (om vem det råder någon osäkerhet). Bland hans bröder fanns riksråden Johan Jørgensen Urne och Knud Jørgensen Urne, landsdomaren Jørgen Jørgensen Urne och biskopen Lage Jørgensen Urne.
År 1458 immatrikulerades han vid universitetet i Rostock, där han vintern 1462–1463 blev magister. När Sankt Knuds kloster i Odense 1475 omvandlades till ett kapitel för sekulära kaniker blev han domprost där. När det 1489 var tal om att låta benediktinermunkarna återvända till klostret, var Jørgensen en av de mest framstående på kapitlets sida i en rättegång mellan kapitlet och munkarna, men de sistnämnda vann, och han förlorade sin domprostvärdighet. Liksom de andra kanikerna behöll han dock en del inkomster som klostret hade att försörja honom på livstid, liksom att han till sin död behöll ett ämbete som prost vid Odense Vor Frue Kirke. 
Jørgensen omnämns år 1477 som kanik i Lund, sex år senare heter det att han lämnat ett kanonikat i Ribe, och vid sin död var han kanik i Roskilde. Jørgensen ägde ett med tidens mått inte obetydligt bibliotek och visade också sitt intresse för bokliga sysslor genom att bekosta tryckningen av olika böcker. 
Han var medstiftare av Jomfru Mariæ Psalters Broderskab i Odense, han grundade ett kapell i Odense Vor Frue Kirke, där han också begravdes efter att han dog år 1503 mellan 11 augusti och 1 december.